# Grand théâtre du Liceu
Résidence
Le grand théâtre du Liceu (en catalan : Gran Teatre del Liceu), connu comme el Liceu, est le théâtre le plus ancien et prestigieux de Barcelone, spécialement comme théâtre d'opéra, considéré comme un des plus prestigieux du monde.
Situé sur La Rambla de Barcelone, il a vu représentées, depuis plus de 150 ans, les œuvres les plus prestigieuses, interprétées par les meilleurs chanteurs du monde.
Durant des décennies, il a été le symbole et le lieu de rencontre de l'aristocratie et de la bourgeoisie catalanes.

## Histoire
En 1837, un bataillon de la Milice nationale, avec Manuel Gibert i Sans à sa tête, créa, dans le couvent de Montsió, qui se trouve dans les environs de l'actuel Portal del Àngel, le Liceo Filodramático de Montesión.
Le but de la nouvelle institution était, d'une part, de promouvoir l'enseignement musical (d'où le nom de Lycée) et d'autre part, l'organisation de représentations scéniques d'opéras par les élèves.
En 1838, l'institution changea son nom en celui de Liceo Filarmónico Dramático de S.M. la Reina Isabel II.
Le manque d'espace et les pressions des sœurs, anciennes propriétaires du couvent, qui avaient récupéré quelques-uns des droits qu'elles avaient perdus et réclamaient de pouvoir revenir, furent les motifs pour que le Liceo Filarmónico Dramático de S.M. la Reina Isabel II abandonne le couvent de Montsió.
En échange, il leur fut concédé l'achat de l'édifice du couvent des Trinitaires, situé au centre de la Rambla.
Immédiatement commencèrent les travaux de démolition de ce couvent pour édifier un nouvel édifice capable d'accueillir toutes les activités du Liceu.
À la différence d'autres cités européennes, où la monarchie se chargeait de la construction et de l'entretien des théâtres d'opéra, à Barcelone la construction du grand théâtre du Liceu dut se faire par le moyen des contributions d'actionnaires particuliers, suivant une structure similaire à une société commerciale. Ce fait a conditionné jusqu'à la structure du nouvel édifice, par exemple l'absence de loge royale.
Les gestionnaires du Liceo Filarmónico Dramático de S.M. la Reina Isabel II chargèrent Joaquim de Gispert i d’Anglí de monter un projet qui rende viable la construction du nouvel édifice.
Ce projet prévoyait la création de deux entités : la Sociedad de Construcción et la Sociedad Auxiliar de Construcción.
Les actionnaires de la première obtenaient, en échange de leurs apports financiers, le droit d'utiliser à perpétuité quelques-unes des loges ou des fauteuils du futur théâtre.
Ceux de la seconde apportaient le complément de l'argent nécessaire en échange de la propriété d'autres espaces de l'édifice.
La Sociedad Auxiliar de la Construcción est à l'origine du Cercle du Liceu.
Miquel Garriga est l'architecte chargé de la construction du Liceu. Les travaux commencent le 11 avril 1845, et le théâtre est inauguré le 4 avril 1847.
Actuellement, après la nouvelle organisation juridique qui intervint en 1994 pour pouvoir assurer sa restauration, le Liceu est un théâtre public, propriété, à parts égales, des quatre principales administrations présentes à Barcelone : la Généralité de Catalogne, la mairie de Barcelone (Ajuntament de Barcelona en catalan), la Députation provinciale de Barcelone et le ministère de la Culture d'Espagne.
L'administration est sous la responsabilité de la Fundación del Gran Théâtre del Liceu, où sont représentés, en plus des institutions citées ci-dessus, le Consejo de Mecenazgo y la antigua Sociedad del Gran Théâtre del Liceu.
En 1983, l'institution reçoit la Médaille d'or du mérite des beaux-arts par le Ministère de l'Éducation, de la Culture et des Sports.
En décembre 2018, Hispasat annonce un partenariat avec le Grand théâtre du Liceu de Barcelone pour retransmettre ses opéras en direct et à l'international. Son satellite Amazonas 5 est sélectionné par l'opérateur Gilat Satellite Networks pour renforcer l'offre internet haut débit au Mexique, et le gouvernement espagnol autorise à l'Italien Atlantia et l'Allemand Hochtief l'entrée au capital d'Hispasat.

### Dates historiques

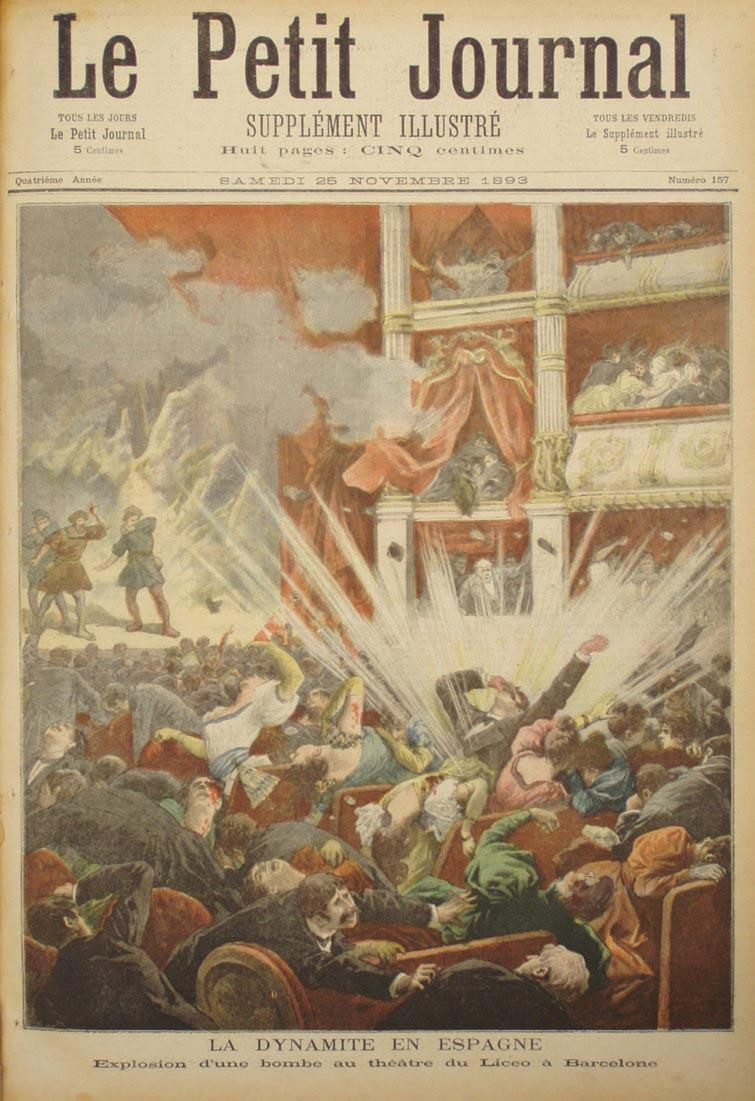
L'attentat de 1893 à la une du Petit Journal.

- En novembre 1893, l'anarchiste Santiago Salvador Franch lança une bombe sur le parterre du Liceu qui cause 20 morts[4].

- En 1936, sous la République, le Liceu est nationalisé par les autorités républicaines catalanes pour devenir le Teatre Nacional de Catalunya. En 1939, avec la victoire des nationalistes de Franco après la guerre d'Espagne, dès le début de la dictature franquiste, il retrouve ses anciens propriétaires et son ancien statut.

### Incendies
Le Liceu a connu deux incendies qui l'ont détruit totalement. Le premier le 14 avril 1861, qui détruisit totalement la salle et la scène, et qui obligea à tenir fermé le théâtre, afin de le reconstruire, durant un an et six jours.
Après le second le 31 janvier 1994, il a été reconstruit et amélioré, en respectant sa décoration et style originaux, responsables de son acoustique excellente, mais avec d'importantes améliorations technologiques qui l'ont converti en l'un des théâtres les plus modernes du monde.

#### L'incendie de 1994
Entre 10 h 30 et 10 h 45, le 31 janvier, pendant que deux ouvriers travaillaient à la réparation du rideau d'acier qui, en cas d'incendie, devait empêcher que le feu passe de la scène à la salle, les étincelles de leur chalumeau mirent le feu dans les plis des rideaux fixes en trois parties qui cachaient la partie haute de la scène. Quelques morceaux enflammés de tissus tombèrent sur le sol, et bien que les travailleurs se soient empressés de les éteindre et  que le rideau d'acier ait été abaissé, tout fut inutile : les flammes avaient déjà gagné le rideau de velours et montaient jusqu'aux cintres et au toit.
Le feu était déjà incontrôlable quand les pompiers arrivèrent quelques minutes après 11 h. C'était peut être un peu trop tard, parce que, les travailleurs avaient essayé, à ce qu'il semble, d'éteindre le feu avec les moyens à leur portée, au lieu d'appeler immédiatement les services de secours.
L'incendie causa une grande émotion dans la société catalane et dans le monde de l'opéra en général. Grâce à l'appui des institutions, au mécénat des entreprises, et aux donations de particuliers, il fut reconstruit en un temps record, pouvant rouvrir ses portes en 1999.

## Cercle du Liceu
Peu de mois après, le  20 novembre 1847, fut créé le Círculo del Liceo (Cercle du Liceu), suivant la date d'inscription des 125 fondateurs que contient le premier livre du registre des membres. Le premier article des statuts dit :

« Le Cercle du Liceu est une association qui a pour objet de fournir à ses membres les plaisirs et passe-temps de la bonne société et il est étranger à toute action ayant un caractère politique. »

Le Cercle du Liceu est un club privé, sur le modèle anglais, dont peuvent être membres seulement les hommes ou leurs veuves. Avec la récente inauguration après l'incendie de 1994 s'éleva une forte polémique au sujet de l'interdiction toujours en vigueur de l'accès au club de toute femme. 
En 2001, deux chefs d'entreprises catalanes, Adela Subirana et Magda Ferrer-Dalmau, firent agréer leur inscription, devenant les premières femmes à faire partie du Cercle du Liceu.
Actuellement, le Cercle compte 1 100 membres.
Après l'incendie du Liceu le 31 janvier 1994, le club ferma presque un an, mais ouvrit ensuite ses salons et le restaurant.
On profita de cette période pour restaurer ses dépendances.
En tant que club de loisir, il est resté déphasé par rapport aux changements des habitudes et de l'offre de divertissement qu'a connus la société catalane dans les derniers temps. Mais l'histoire du Cercle a permis à l'institution de posséder un patrimoine artistique phénoménal.
Il dispose d'une bibliothèque plus que notable.
Dans la majeure partie de ses dépendances, on peut admirer une décoration moderniste.
Il y a quatre baies avec des vitraux représentant des scènes d'opéras de Richard Wagner dans le vestibule inférieur qui sont un témoignage direct de la forte influence du wagnérisme dans la culture catalane au début du XXe siècle.
En plus du mobilier et de l'architecture d'intérieur, le Cercle est un splendide musée de sculptures et de l'art de la marqueterie ; il dispose d'une galerie d'émaux, de gravures, d'eaux-fortes et d'huiles des meilleurs artistes catalans de l'époque, comme Alexandre de Riquer, Santiago Rusiñol, Modest Urgell Inglada et Francesc Miralles, entre autres.
L'œuvre la plus fameuse du Cercle du Liceu est l'ensemble mural, de douze huiles sur toile, commandées à Ramon Casas et installées dans la fameuse Rotonde du Cercle.
Les douze plafonds, l'œuvre la plus ambitieuse de Casas selon ses études, sont inspirés chacun par un thème musical. Le Cezrcle abrite par ailleurs La Sargantain, tableau peint par Ramon Casas en 1907.
Le Cercle du Liceu a ouvert ses salles au public catalan en de rares occasions.